# Karel Bernard Boedijn
Karel Bernard Boedijn (Amsterdam, 29 juni 1893 – Den Haag, 26 augustus 1964) was een Nederlands botanicus en mycoloog.

## Loopbaan
Boedijn groeide op in een arbeidersgezin. Door de omstandigheden was het niet mogelijk te studeren. Hij werkte op kantoor en ging in zijn vrije tijd de natuur in. Later kreeg hij een baan bij een tuinderij. In het tijdschrift De Levende Natuur publiceerde hij een aantal natuur-historische artikelen.
In de jaren '10 solliciteerde hij bij de Hortus Botanicus Amsterdam. Hij viel op door zijn helderheid en kennis en bracht het al snel tot assistent van hortusdirecteur Hugo de Vries. De Vries stelde Boedijn in staat om colleges en practica te volgen. Boedijn hielp De Vries met zijn onderzoek naar de teunisbloem. Na het pensioen van De Vries werd Boedijn assistent van Theodoor Jan Stomps.
Vanaf 1923 kreeg Boedijn verlof om de universitaire examens in de plantkunde af te leggen. Hij deed zijn kandidaats en doctoraalexamen en promoveerde cum laude in 1925 met een onderzoek naar de teunisbloem. Kort daarop vertrok hij naar Medan waar hij een functie als plantkundige betrok. In 1928 aanvaardde hij de functie van mycoloog bij 's Lands Plantentuin te Buitenzorg. Vanaf dat moment wijdde hij zijn onderzoek en publicaties met name aan het bestuderen van schimmels. Hij werd in 1935 hoogleraar biologie aan de Medische Hogeschool in Batavia, als opvolger van Herman Johannes Lam. 
In de Tweede Wereldoorlog zat Boedijn enkele jaren gevangen in een jappenkamp. Na de oorlog was hij werkzaam als hoogleraar aan de landbouwfaculteit van de Universiteit van Indonesië in Bogor. Nadat hij met pensioen ging, keerde hij terug naar Nederland. Hij overleed op 71-jarige leeftijd in Den Haag, waar hij werd begraven op Oud Eik en Duinen.
Boedijn was getrouwd en had twee dochters. Zijn jongste dochter was de balletdanseres Marianne Hilarides (1933-2015).
- Author citation (botany): Boedijn
- Gemeinsame Normdatei: 121651934X
- International Standard Name Identifier: 0000 0003 9849 029X
- Library of Congress Control Number: no2019081629
- Nederlandse Thesaurus van Auteursnamen: 067884105
- Système universitaire de documentation: 174597827
- Virtual International Authority File: 306155733